# 1941年フランクリン・ルーズベルト大統領就任式
第32代アメリカ合衆国大統領のフランクリン・D・ルーズベルトの3回目の就任式は、1941年1月20日月曜日にワシントンD.C.のアメリカ合衆国議会議事堂のイーストポルティコで行われた。これは39回目となる大統領就任式であり、大統領のフランクリン・D・ルーズベルトの3期目と副大統領のヘンリー・A・ウォレスの唯一の任期の始まりとなった。大統領任期が3期目に突入するのはこれが初めてのことであり、また1951年にアメリカ合衆国憲法修正第22条が批准されたことで大統領の選出は2回までと定められたためにこれが唯一の例となった。
大統領就任宣誓はルーズベルトの1回目と2回目と同じく最高裁判所長官のチャールズ・ヒューズが執り行い、ルーズベルトはこれまでも使用した家庭用聖書に手を置いてコリントの信徒への手紙一13章を開いて宣誓した。ウォレスの副大統領宣誓は前任のジョン・ナンス・ガーナーが執り行った。